# Prix Interallié
Prix Interallié, často zjednodušeně nazývána pouze L'Interallié, je francouzská literární cena, která je od roku 1930 každoročně udělována za román napsaný novinářem.

## Historie ocenění
Cenu začalo 3. prosince 1930 udílet asi třicet novinářů, kteří obědvali v klubu Interallied Union, kde čekali na vyhlášení vítěze nebo vítězky Prix Femina (porotu Ceny Femina tvoří pouze ženy, ale je udělována ženám i mužům).
Porota se skládá z deseti novinářů a z vítěze předchozího ročníku. Cena se nyní zpravidla uděluje někdy na začátku listopadu, poté co již byla udělena nejvýznamnější francouzská literární cena: Prix Goncourt (Goncourtova cena). Jednání se nyní koná v pařížské restauraci Lasserre ve čtvrti Champs-Élysées. Přestože udělení Prix Interallié obvykle významně napomáhá prodeji oceněného románu, je cena čistě čestná a s jejím udělením není spojena žádná finanční odměna.

## Kontroverze okolo ocenění
V roce 1998 označil deník Libération toto literární ocenění jako „cenu pro nakladatelství Grasset“, resp. jako „cenu InterGrasset“. Toto kontroverzní téma v roce 2009 znovu oživil týdeník L'Express. Autoři nakladatelství Grasset jsou v seznamu oceněných románů opravdu hojně zastoupeni: za dobu existence ceny téměř polovina oceněných románů pochází z tohoto nakladatelství, na druhém místě je nakladatelství Gallimard.

## Laureáti Prix Interallié
| Rok  | Laureát                    | Název románu francouzsky (česky)                                            | Nakladatel                  |
| ---- | -------------------------- | --------------------------------------------------------------------------- | --------------------------- |
| 1930 | André Malraux              | La Voie royale (Královská cesta)                                            | Éditions Grasset            |
| 1931 | Pierre Bost                | Le Scandale                                                                 | Éditions Gallimard          |
| 1932 | Simonne Ratel              | La Maison des Bories                                                        | Plon]                       |
| 1933 | Robert Bourget-Pailleron   | L'Homme du Brésil                                                           | Gallimard                   |
| 1934 | Marc Bernard               | Anny                                                                        | Gallimard                   |
| 1935 | Jacques Debu-Bridel        | Jeunes Ménages                                                              | Gallimard                   |
| 1936 | René Laporte               | Chasses de novembre                                                         | Éditions Denoël             |
| 1937 | Romain Roussel             | La Vallée sans printemps                                                    | Plon                        |
| 1938 | Paul Nizan                 | La Conspiration                                                             | Gallimard                   |
| 1939 | Roger De Lafforest         | Les Figurants de la mort                                                    | Grasset                     |
| 1945 | Roger Vailland             | Drôle de jeu (Povedená hra)                                                 | Éditions Corrêa             |
| 1946 | Jacques Nels               | Poussière du temps                                                          | Éditions du Bateau ivre     |
| 1947 | Pierre Daninos             | Les Carnets du Bon Dieu                                                     | Éditions de la Jeune Parque |
| 1948 | Henry Castillou            | Cortiz s'est révolté                                                        | Fayard                      |
| 1949 | Gilbert Sigaux             | Les Chiens enragés                                                          | Éditions Julliard           |
| 1950 | Georges Auclair            | Un amour allemand                                                           | Gallimard                   |
| 1951 | Jacques Perret             | Bande à part                                                                | Gallimard                   |
| 1952 | Jean Dutourd               | Au bon beurre (Vejce pro maršála)                                           | Gallimard                   |
| 1953 | Louis Chauvet              | Air sur la quatrième corde                                                  | Flammarion                  |
| 1954 | Maurice Boissais           | Le Goût du péché                                                            | Julliard                    |
| 1955 | Félicien Marceau           | Les Élans du cœur                                                           | Gallimard                   |
| 1956 | Armand Lanoux              | Le Commandant Watrin                                                        | Julliard                    |
| 1957 | Paul Guimard               | Rue du Havre                                                                | Denoël                      |
| 1958 | Bertrand Poirot-Delpech    | Le Grand Dadais                                                             | Denoël                      |
| 1959 | Antoine Blondin            | Un singe en hiver                                                           | Éditions de la Table ronde  |
| 1960 | Jean Portelle              | Janitzia ou la Dernière qui aima d'amour                                    | Denoël                      |
| 1960 | Henry Muller               | Clem                                                                        | La Table ronde              |
| 1961 | Jean Ferniot               | L'Ombre portée                                                              | Gallimard                   |
| 1962 | Henri-François Rey         | Les Pianos mécaniques                                                       | Éditions Robert Laffont     |
| 1963 | Renée Massip               | La Bête quaternaire                                                         | Gallimard                   |
| 1964 | René Fallet                | Paris au mois d'août                                                        | Denoël                      |
| 1965 | Alain Bosquet              | La Confession mexicaine                                                     | Grasset                     |
| 1966 | Kléber Haedens             | L'été finit sous les tilleuls                                               | Grasset                     |
| 1967 | Yvonne Baby                | Oui l'espoir                                                                | Grasset                     |
| 1968 | Christine de Rivoyre       | Le Petit Matin                                                              | Grasset                     |
| 1969 | Pierre Schoendoerffer      | L'Adieu au roi                                                              | Grasset                     |
| 1970 | Michel Déon                | Les Poneys sauvages                                                         | Gallimard                   |
| 1971 | Pierre Rouanet             | Castell                                                                     | Grasset                     |
| 1972 | Georges Walter             | Des vols de Vanessa                                                         | Grasset                     |
| 1973 | Lucien Bodard              | Monsieur le Consul                                                          | Grasset                     |
| 1974 | René Mauriès               | Le Cap de la Gitane                                                         | Fayard                      |
| 1975 | Voldemar Lestienne         | L'Amant de poche                                                            | Grasset                     |
| 1976 | Raphaële Billetdoux        | Prends garde à la douceur des choses                                        | Éditions du Seuil           |
| 1977 | Jean-Marie Rouart          | Les Feux du pouvoir                                                         | Grasset                     |
| 1978 | Jean-Didier Wolfromm       | Diane Lanster                                                               | Grasset                     |
| 1979 | François Cavanna           | Les Russkoffs (Rusáci)                                                      | Belfond                     |
| 1980 | Christine Arnothy          | Toutes les chances plus une                                                 | Grasset                     |
| 1981 | Louis Nucéra               | Le Chemin de la Lanterne                                                    | Grasset                     |
| 1982 | Éric Ollivier              | L'Orphelin de mer… ou les Mémoires de monsieur Non                          | Denoël                      |
| 1983 | Jacques Duquesne           | Maria Vandamme                                                              | Grasset                     |
| 1984 | Michèle Perrein            | Les Cotonniers de Bassalane                                                 | Grasset                     |
| 1985 | Serge Lentz                | Vladimir Roubaïev                                                           | Robert Laffont              |
| 1986 | Philippe Labro             | L'Étudiant étranger                                                         | Gallimard                   |
| 1987 | Raoul Mille                | Les Amants du paradis                                                       | Grasset                     |
| 1988 | Bernard-Henri Lévy         | Les Derniers Jours de Charles Baudelaire                                    | Grasset                     |
| 1989 | Alain Gerber               | Le Verger du diable                                                         | Grasset                     |
| 1990 | Bruno Bayon                | Les Animals                                                                 | Grasset                     |
| 1991 | Sébastien Japrisot         | Un long dimanche de fiançailles                                             | Denoël                      |
| 1992 | Dominique Bona             | Malika                                                                      | Mercure de France           |
| 1993 | Jean-Pierre Dufreigne      | Le Dernier Amour d'Aramis ou les Vrais Mémoires du chevalier René d'Herblay | Grasset                     |
| 1994 | Marc Trillard              | Eldorado 51                                                                 | Éditions Phébus             |
| 1995 | Franz-Olivier Giesbert     | La Souille                                                                  | Grasset                     |
| 1996 | Eduardo Manet              | Rhapsodie cubaine                                                           | Grasset                     |
| 1997 | Éric Neuhoff               | La Petite Française                                                         | Éditions Albin Michel       |
| 1998 | Gilles Martin-Chauffier    | Les Corrompus                                                               | Grasset                     |
| 1999 | Jean-Christophe Rufin      | Les Causes perdues                                                          | Gallimard                   |
| 2000 | Patrick Poivre d'Arvor     | L'Irrésolu                                                                  | Albin Michel                |
| 2001 | Stéphane Denis             | Sisters                                                                     | Fayard                      |
| 2002 | Gonzague Saint Bris        | Les Vieillards de Brighton                                                  | Grasset                     |
| 2003 | Frédéric Beigbeder         | Windows on the World                                                        | Grasset                     |
| 2004 | Florian Zeller             | La Fascination du pire                                                      | Flammarion                  |
| 2005 | Michel Houellebecq         | La Possibilité d'une île (Možnost ostrova)                                  | Fayard                      |
| 2006 | Michel Schneider           | Marilyn, dernières séances                                                  | Grasset                     |
| 2007 | Christophe Ono-dit-Biot    | Birmane                                                                     | Plon                        |
| 2008 | Serge Bramly               | Le Premier Principe, le Second Principe                                     | Éditions JC Lattès          |
| 2009 | Yannick Haenel             | Jan Karski                                                                  | Gallimard                   |
| 2010 | Jean-Michel Olivier        | L'Amour nègre                                                               | Éditions de Fallois         |
| 2011 | Morgan Sportes             | Tout, tout de suite                                                         | Fayard                      |
| 2012 | Philippe Djian             | Oh...                                                                       | Gallimard                   |
| 2013 | Nelly Alard                | Moment d'un couple                                                          | Gallimard                   |
| 2014 | Mathias Menegoz            | Karpathia                                                                   | Éditions P.O.L              |
| 2015 | Laurent Binet              | La Septième Fonction du langage (Sedmá funkce jazyka)                       | Grasset                     |
| 2016 | Serge Joncour              | Repose-toi sur moi                                                          | Flammarion                  |
| 2017 | Jean-René Van der Plaetsen | La Nostalgie de l'honneur                                                   | Grasset                     |
| 2018 | Thomas B. Reverdy          | L'Hiver du mécontentement                                                   | Flammarion                  |
| 2019 | Karine Tuil                | Les Choses humaines                                                         | Gallimard                   |
| 2020 | Irène Frain                | Un crime sans importance                                                    | Seuil                       |
| 2021 | Mathieu Palain             | Ne t'arrête pas de courir                                                   | Éditions de L'Iconoclaste   |
| 2022 | Philibert Humm             | Roman fleuve                                                                | Éditions des Équateurs      |
| 2023 | Gaspard Koenig             | Humus                                                                       | Éditions de l'Observatoire  |